# Elk Grove, Kalifornija
Elk Grove je grad u američkoj saveznoj državi Kaliforniji, u okrugu Sacramento. Prema službenoj procjeni iz 2009. godine ima 141.430 stanovnika.
Elk Grove leži 20-ak km južno od Sacramenta. Osnovan je 1850. kao postaja poštanske kočije, a razvio se krajem dvadesetog stoljeća, prvenstveno kao svojevrsno predgrađe Sacramenta. Najbrže je rastući grad SAD-a: godine 2000. imao je samo 59.984 stanovnika, dok se 2007. ta brojka popela na 136.318.

## Vanjske poveznice
- Službena stranica (engl.)